# دیو بامبر
دیو بامبر (انگلیسی: Dave Bamber؛ زادهٔ ۱ فوریهٔ ۱۹۵۹) بازیکن فوتبال اهل بریتانیا است.
از باشگاه‌هایی که در آن بازی کرده‌است می‌توان به باشگاه فوتبال استوک سیتی، باشگاه فوتبال پورتسموث، باشگاه فوتبال سوئیندون تاون، باشگاه فوتبال هال سیتی، باشگاه فوتبال بلکپول، باشگاه فوتبال کاونتری سیتی، باشگاه فوتبال واتفورد، و باشگاه فوتبال والسال اشاره کرد.